# Kevin Porter junior
Bryan Kevin Porter Jr. (* 4. Mai 2000) ist ein US-amerikanischer Basketballspieler. Porter Jr. ist 1,93 Meter groß und läuft meist als Shooting Guard auf. Er spielte als Student für die USC Trojans und wurde im NBA-Draft 2019 von den Milwaukee Bucks an 30. Stelle ausgewählt, jedoch sofort an die Cleveland Cavaliers abgegeben.

## Kindheit
Porter wurde in Seattle im US-Bundesstaat Washington geboren, seine Eltern sind Ayanna und Bryan Kevin Porter Sr. Sein Vater spielte in den 1990er Jahren American Football, Basketball und Baseball an der Rainier Beach High School in Seattle. Im Juli 2004, als Porter Jr. vier Jahre alt war, wurde sein Vater erschossen. Porter begann, Sport zu treiben, um seinem Vater zu huldigen und um sich nach seinem Tod selbst wiederzufinden.

## Schulzeit
Porter überzeugte seine Mutter, ihn anstelle der O’Dea High School an der Rainier Beach High School einzuschreiben, da sein Vater dort Sport trieb und er in dessen Fußstapfen treten wollte. In seiner Senior-Saison erzielte Porter im Durchschnitt 27 Punkte, 14 Rebounds und 5 Assists pro Spiel, er verhalf Rainier Beach damit zu einer Bilanz von 22 Siegen bei sieben Niederlagen. Am Ende der Saison wurde Porter Jr. zum Mr. Basketball des US-Bundesstaates Washington ernannt.
Porter Jr. wurde in den Talentrangliste der Basketballdienste 247Sports und Rivals in der höchsten Kategorie (fünf Sterne) geführt und in der Rangliste des Fernsehnetzwerks ESPN mit vier Sternen versehen. Er war in seinem Jahrgang der höchstplatzierte Spieler aus Washington und erhielt Angebote von verschiedenen Hochschulmannschaften der NCAA Division I, unter anderem von UCLA, Oregon und Washington. Porter gab USC eine Zusage. Er war damit der erste USC-Spieler seit DeMar DeRozan 2008, der von Rivals in die höchste Wertungskategorie (fünf Sterne) eingestuft worden war.

## NCAA
Sein Debüt bei USC gab Porter am 6. November 2018, er erzielte bei einem 83:62-Sieg von der Bank kommend 15 Punkt gegen die Robert Morris Colonials. Zwei Wochen später, am 20. November, erlitt er in einem Spiel gegen Missouri State eine Oberschenkelverletzung. Er kehrte am 1. Dezember zurück, schied aus dem Spiel aber nach vier Minuten aus, da er von der Verletzung behindert wurde. Er verpasste aufgrund der Verletzung neun Spiele, am 10. Januar kehrte er aufs Spielfeld zurück und erzielte in 25 Minuten Einsatzzeit gegen Oregon State fünf Punkte. Drei Tage später wurde Porter wegen von USC auf unbestimmte Zeit von der Mannschaft ausgeschlossen. Diese Maßnahme wurde mit Porters Verhalten begründet, Einzelheiten wurden nicht genannt. Porter gab bekannt, trotz der Sperre bis zum Ende der Saison bei USC bleiben zu wollen, er spielte daraufhin noch in den letzten drei Spielen der Saison. Im Durchschnitt erzielte Porter 9,8 Punkte, 1,4 Assists und 4,0 Rebounds in 22 Minuten pro Spiel, er nahm an 22 von USCs 33 Spielen teil.
Am Ende seiner Freshman-Saison gab Porter seine Absicht bekannt, sich für den NBA-Draft 2019 anzumelden.

## Profilaufbahn

### NBA-Draft
Seit dem Beginn der Saison 2018/19 wurde Porter als Anwärter auf einen Platz in der ersten Auswahlrunde des NBA-Drafts angesehen.
Im NBA-Draft 2019 wurde Porter an 30. Stelle von den Milwaukee Bucks ausgewählt, jedoch später in einem Tauschgeschäft über die Detroit Pistons an die Cleveland Cavaliers abgegeben.

### Cleveland Cavaliers (2019–2021)

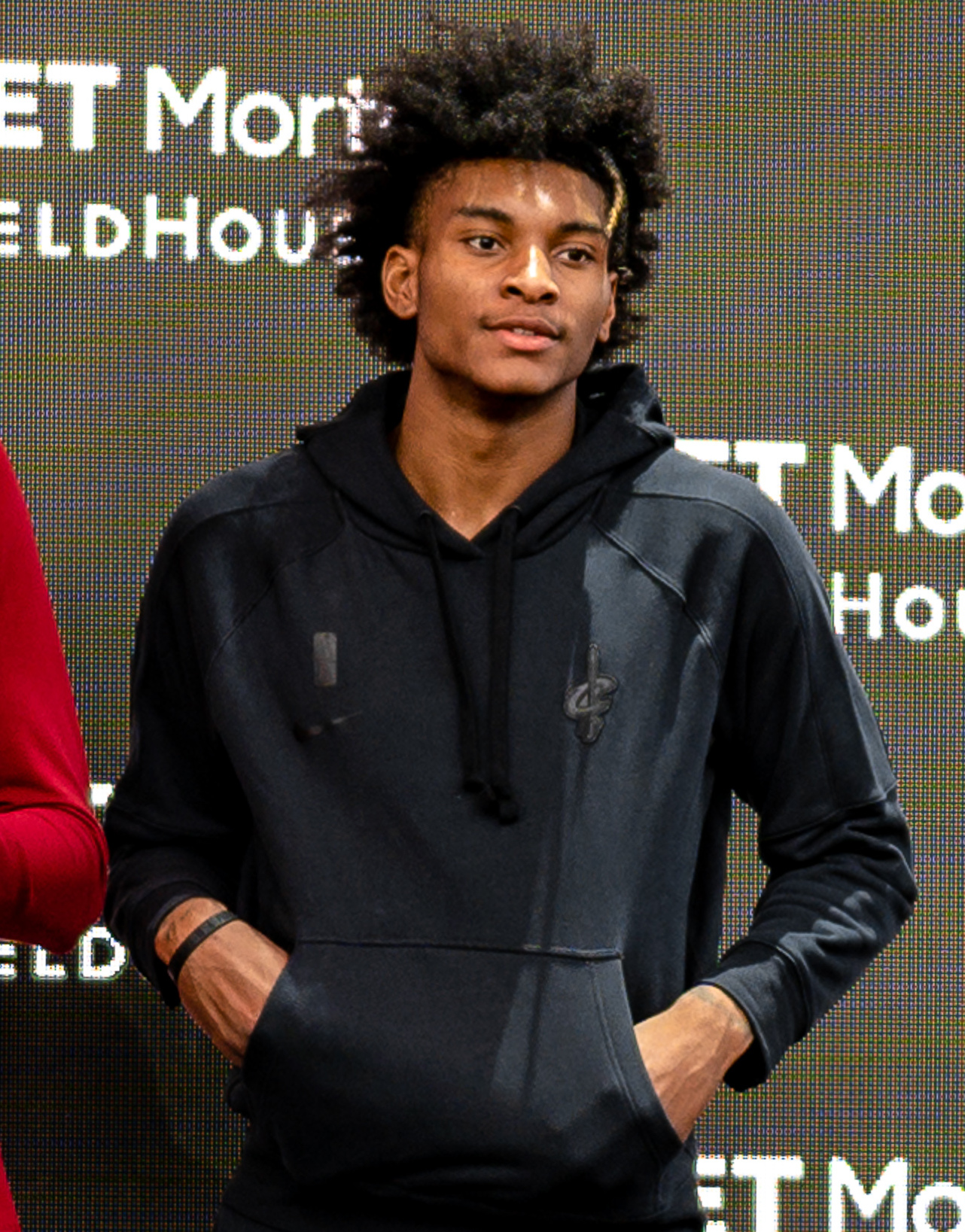
Porter 2019

Am 3. Juli 2019 gaben die Cleveland Cavaliers Porters Verpflichtung bekannt.
Am 23. Oktober 2019 gab Porter sein NBA-Debüt, er erzielte in einer 85:94-Niederlage gegen die Orlando Magic einen Rebound, zwei Assists und einen Steal. Seinen ersten Auftritt in der ersten Fünf hatte Porter am 19. November 2019, er verzeichnete bei der 105:123-Niederlage gegen die New York Knicks mit 18 Punkten seinen bisherigen Karrierehöchstwert. Am 25. Februar 2020 verbesserte Porter diesen Wert, als er 30 Punkte verbuchte, hinzukamen beim 125:119-Sieg gegen die Miami Heat nach Verlängerung drei Assists, acht Rebounds und drei Steals.
Als Porter während der ersten Wochen der Saison 2020/21 aufgrund „persönlicher Probleme“ nicht bei der Mannschaft weilte, wurde dem neugeholten Taurean Prince das Schließfach Porters zugewiesen. Mehrere Personen berichteten, während eines Gespräches zwischen Porter und Clevelands Manager Koby Altman habe der Spieler die Worte „moderne Sklaverei“ benutzt. Es kam zur Trennung zwischen Mannschaft und Spieler.

### Houston Rockets (2021–2023)
Am 22. Januar 2021 wurde Porter an die Houston Rockets abgegeben und später den Rio Grande Valley Vipers, der Ausbildungsmannschaft der Texaner in der NBA G-League, zugewiesen. Seinen Einstand für diese gab er am 10. Februar 2021. Am 25. Februar erzielte er das erste Triple-Double der G-League-Saison, indem er 27 Punkte, 11 Rebounds und 14 Assists erzielte. Er schloss die Saison mit durchschnittlich 24,1 Punkten, 6,5 Rebounds und 7,2 Assists pro Spiel ab.
Am 6. März wurde Porter in Houstons NBA-Aufgebot hochgezogen, sein Debüt gab er fünf Tage später bei einer 105:125-Niederlage gegen die Sacramento Kings. Er stand in der Begegnung rund 29 Minuten auf dem Feld, erzielte 13 Punkte, fünf Rebounds sowie drei Steals, seine zehn Assists bedeuteten einen neuen persönlichen NBA-Höchstwert.
Am 30. April 2021 erzielte Porter 50 Punkte, 11 Assists und 5 Rebounds und verhalf den Rockets damit zu einem 143:136-Sieg gegen die Milwaukee Bucks. Die 50 Punkte waren Porters neue NBA-Bestmarke. Durch diese Leistung wurde er der jüngste Spieler der NBA-Geschichte, der 50 oder mehr Punkte und mindestens 10 Assists in einem Spiel erzielt hat. Im September 2023 wurde Porter unter dem Verdacht festgenommen, seiner Lebensgefährtin, der Basketballspielerin Kysre Gondrezick, eine Wirbelverletzung sowie eine Risswunde am Auge zugefügt zu haben. Daraufhin wurde er von den Houston Rockets beurlaubt. Seine Freundin sagte aus, Porter habe sie nicht geschlagen.
Mitte Oktober 2023 gaben die Houston Rockets Porter sowie zwei Auswahlrechte für das Draftverfahren an den Ligakonkurrenten Oklahoma City Thunder ab. Die Texaner erhielten im Gegenzug Victor Oladipo und Jeremiah Robinson-Earl. Allerdings hatte Oklahoma City keine Verwendung für Porter und strich ihn unmittelbar nach der Verkündigung des Wechsels aus dem Aufgebot.
Im Januar 2024 kam es zwischen Porter und einem Gericht in New York zu einer Verständigung im Strafverfahren wegen der seiner Freundin im September 2023 zugefügten Verletzungen. Porter hatte sich in den Anklagepunkten Körperverletzung und Belästigung für schuldig bekannt. Das Gericht verhängte Auflagen gegen Porter.

### PAOK Thessaloniki (2024)
Anfang April 2024 gab der griechische Erstligist PAOK Thessaloniki Porters Verpflichtung bekannt. In neun Einsätzen für PAOK erzielte der US-Amerikaner im Durchschnitt 22 Punkte.

### Los Angeles Clippers (2024–2025)
Im Juli 2024 wurde Porter von den Los Angeles Clippers unter Vertrag genommen.

### Milwaukee Bucks (seit 2025)
Im Februar 2025 kam er zu den Milwaukee Bucks, für die Porter bis zum Ende der Saison 2024/25 30 Spiele bestritt, in denen er einen Mittelwert von 11,9 Punkten erzielte. Im Juli 2025 erhielt er von Milwaukee einen neuen Vertrag.

## Persönliches
Porters Vorbild war seit seinen Anfängen als Basketballspieler James Harden, wie er selbst Linkshänder und Shooting Guard.

## Karriere-Statistiken

### NBA

#### Hauptrunde
| Saison  | Team      | GP  | GS  | MPG  | FG % | 3P % | FT % | RPG | APG | SPG | BPG | PPG  |
| ------- | --------- | --- | --- | ---- | ---- | ---- | ---- | --- | --- | --- | --- | ---- |
| 2019–20 | Cleveland | 50  | 3   | 23.2 | .442 | .335 | .723 | 3.2 | 2.2 | 0.9 | 0.3 | 10.0 |
| 2020–21 | Houston   | 23  | 20  | 32.2 | .427 | .319 | .768 | 3.9 | 6.4 | 0.8 | 0.3 | 16.7 |
| 2021–22 | Houston   | 61  | 61  | 31.3 | .415 | .375 | .642 | 4.4 | 6.2 | 1.1 | 0.4 | 15.6 |
| 2022–23 | Houston   | 59  | 59  | 34.3 | .442 | .366 | .784 | 5.3 | 5.7 | 1.4 | 0.3 | 19.2 |
| Gesamt  | Gesamt    | 196 | 146 | 30.2 | .431 | .357 | .725 | 4.3 | 5.0 | 1.1 | 0.3 | 15.3 |

### NCAA
| Saison  | Team   | GP | GS | MPG  | FG % | 3P % | FT % | RPG | APG | SPG | BPG | PPG |
| ------- | ------ | -- | -- | ---- | ---- | ---- | ---- | --- | --- | --- | --- | --- |
| 2018–19 | USC    | 21 | 4  | 22.1 | .471 | .412 | .522 | 4.0 | 1.4 | 0.8 | 0.5 | 9.5 |
| Gesamt  | Gesamt | 21 | 4  | 22.1 | .471 | .412 | .522 | 4.0 | 1.4 | 0.8 | 0.5 | 9.5 |